# Projekt Páralpárty
Projekt Páralpárty vznikl po katastrofální noční vichřici, která se udála v noci z posledního února na prvního března roku 1990 a ničivě zasáhla i lázeňské lesy v Karlových Varech. Účelem projektu bylo získání finančních prostředků pro obnovu četných altánů, pavilonů a dalších objektů na území lázeňských lesů.
Vichřice, pro kterou se později vžil název „Kalamita století“, polámala a vyvrátila mnoho stromů. Likvidace škod trvala téměř tři roky a po zpracování vývratů a polomů musely být holiny urychleně zalesněny. Díky dobré koordinaci prací správce lesů – organizace Lázeňské lesy Karlovy Vary – se tehdy podařilo zabránit rozšíření hmyzích škůdců.
Po tříletém období nezbytných lesnických prací bylo možné věnovat se údržbě a opravám mnohých lesních cest a především lesních objektů typických pro karlovarské lázeňské lesy – altánů, kapliček, odpočívadel, různých památníků a děkovných tabulí. Nedostávalo se však finančních prostředků. V té době shodou okolností vyšla novela spisovatele Vladimíra Párala „Kniha rozkoší, smíchu a radosti“ (1992) a v této knize našel inspiraci Pavel Reiser, pozdější zástupce ředitele organizace Lázeňské lesy Karlovy Vary, a spisovatele Párala oslovil. S podporou Vladimíra Párala se pak začaly rodit obrysy akce, do které se postupně zapojovali další nadšenci a sponzoři. Pomohli též novináři, především z Týdeníku Karlovarska a časopisu Promenáda. Tak byl v roce 1993 zahájen téměř deset let trvající projekt zvaný Páralpárty. Záštitu nad ním převzal sám spisovatel. Postupně se dařilo získávat prostředky od sponzorů ze strany firem i jednotlivců, které pak pomohly opravit či obnovit četné objekty, jako jsou přístřešek Luční bouda, altán Camera obscura, Mayerův gloriet, Lesní pobožnost, kaple Ecce homo, altán Kristýna či byl navrácen „obraz“ zátiší U Obrazu. Po odstranění nánosů štěrku se u Jezdecké cesty opět objevilo skoro zapomenuté Čertovo kopyto.
V roce 2003 byl na břehu rybníka Linhart veřejnosti představen altán Rybářská bašta, kdy se zde konala slavnost na počest poslední Páralpárty. Zástupci organizace Lázeňské lesy spolu s hejtmanem a šéfredaktorkou měsíčníku Promenáda předali spisovateli Páralovi za jeho dlouhodobou pomoc cenu – ve zmenšeném provedení „Findlaterův obelisk“.